# Puente la Barrita
Puente la Barrita är en ort i Mexiko.   Den ligger i kommunen Petatlán och delstaten Guerrero, i den södra delen av landet, 300 km sydväst om huvudstaden Mexico City. Puente la Barrita ligger 17 meter över havet och antalet invånare är 139.
Terrängen runt Puente la Barrita är platt västerut, men åt nordost är den kuperad. Havet är nära Puente la Barrita åt sydväst.  Närmaste större samhälle är Petatlán, 15,8 km nordväst om Puente la Barrita. 